# Melanohalea subelegantula
Melanohalea subelegantula  (лат.) — вид лишайников семейства Пармелиевые. Найден в Северной Америке, где он растёт на коре деревьев и обработанной древесине. Лишайник был впервые официально описан как Parmelia subelegantula Тэдом Эсслингером в 1977 году. Годом позже он перевёл его в новый, отделённый от рода Parmelia, род Меланелия. В 2004 году он был переведён в недавно описанный новый род Меланохалеа. Своё название получил за сходство с видом Melanohalea elegantula, от которого отличается слегка приплюснутыми, неполыми изидиями.